# Cemitério Central de Brünn

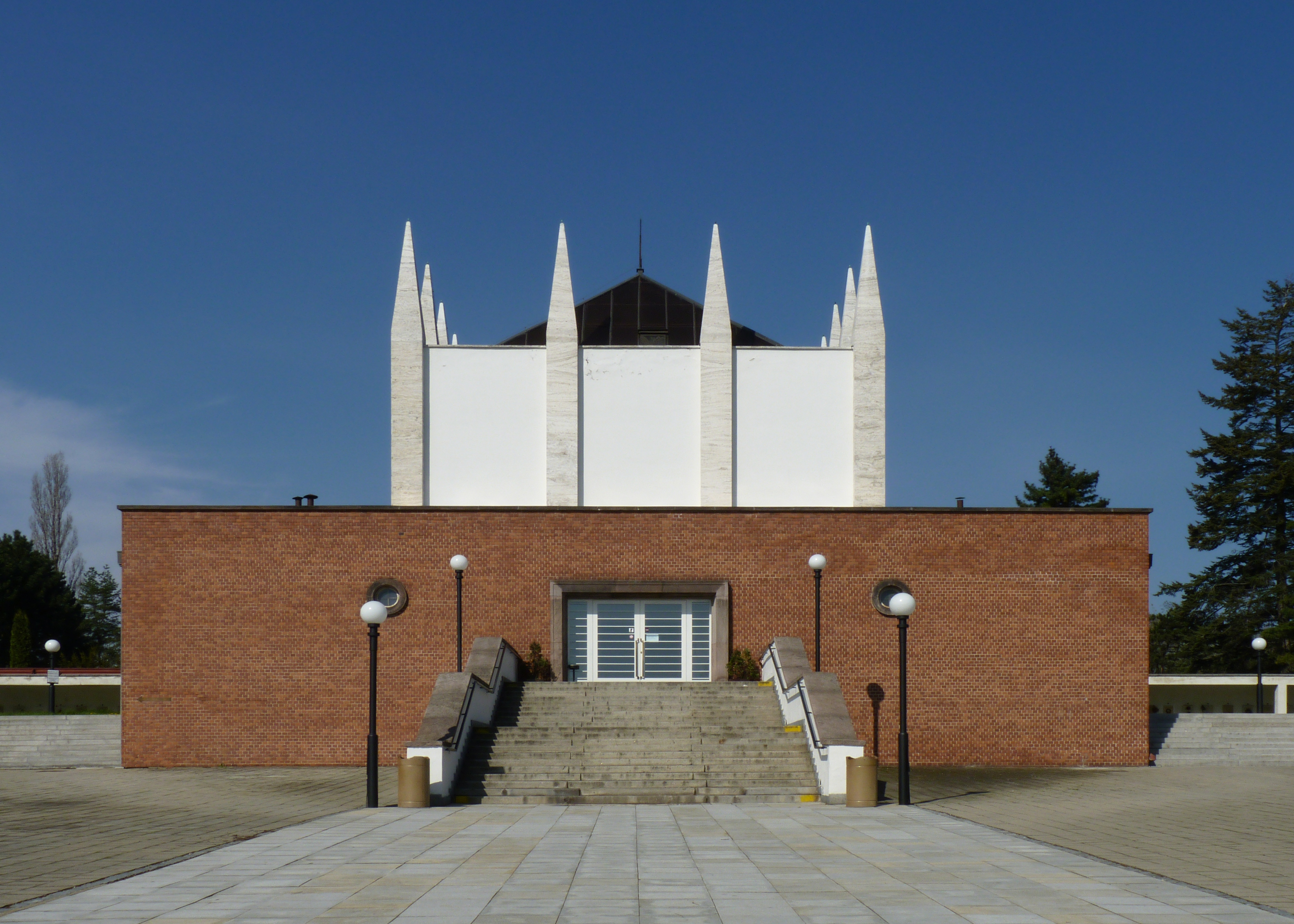
Crematório Cemitério Central de Brno

O Zentralfriedhof (em tcheco/checo:  Ústřední hřbitov) é o maior e mais significativo cemitério da cidade de Brno/Brünn, República Tcheca. É um dos maiores cemitérios europeus, concebido e concebido de acordo com um conceito unificado. Com área (incluindo reserva) de quase um quilômetro quadrado

## História

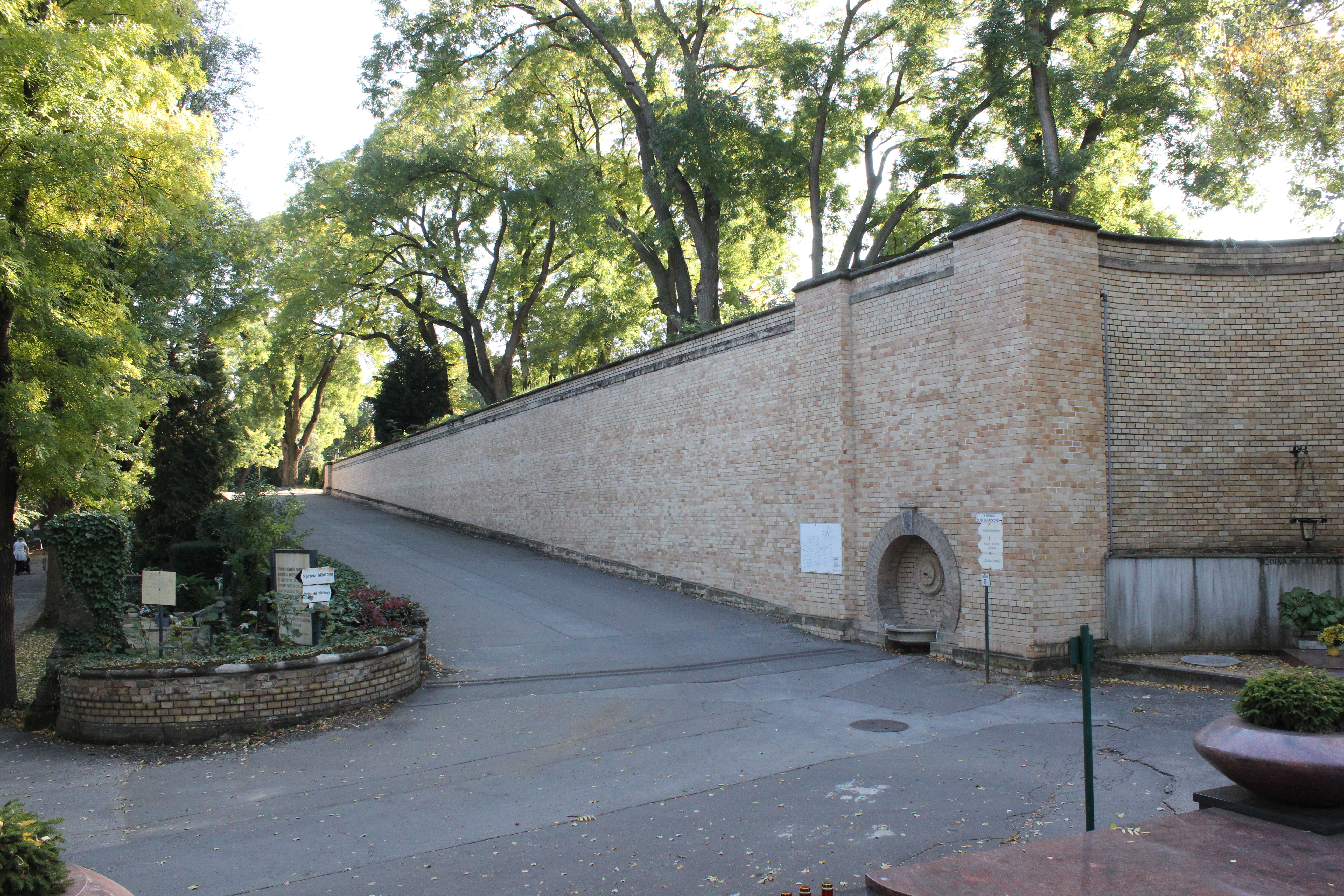
Um muro do cemitério

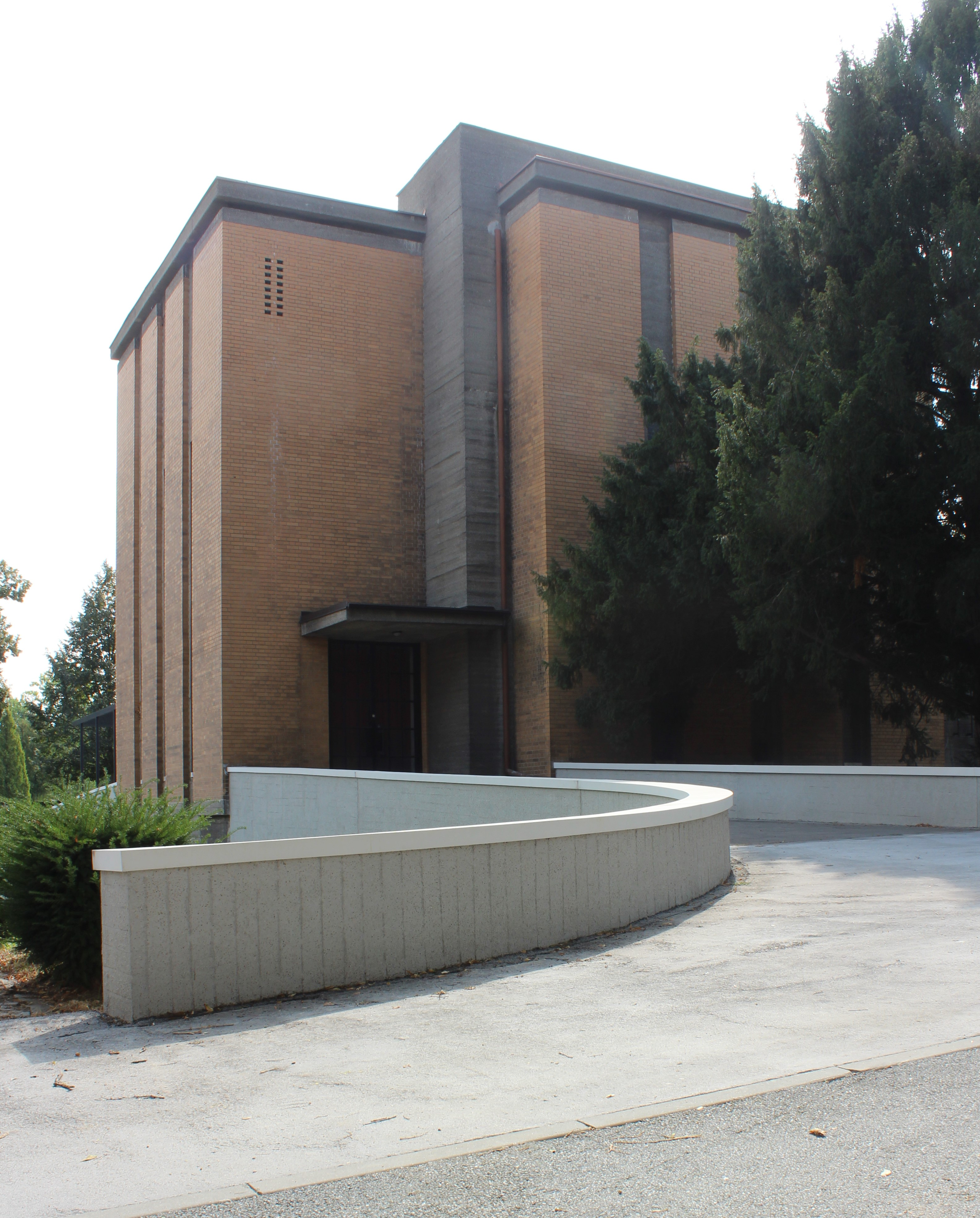
Capela funerária católica do arquiteto Bohuslav Fuchs (1924)

O Zentralfriedhof foi construído em 1883 de acordo com projeto de Alois Prastorfers e teve sua área aumentada diversas vezes ao longo do tempo. Vários arquitetos famosos participaram da formação arquitetônica, edifícios e tumbas:Bohuslav Fuchs, Ernst Wiesner,Theophil Hansen, Jože Plečnik, Adolf Loos.
De vários locais do cemitério tem-se uma excelente vista da paisagem.

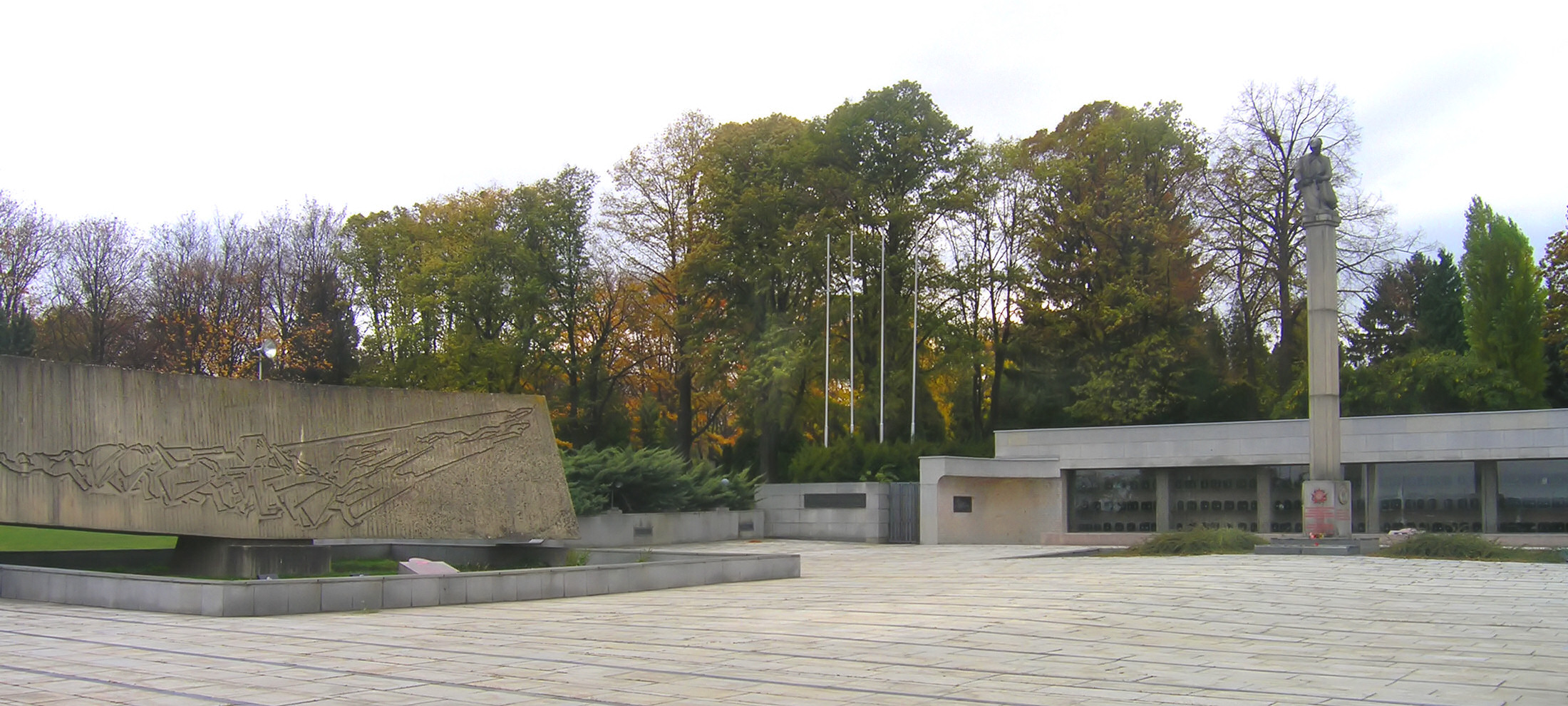
Cemitério de soldados soviéticos

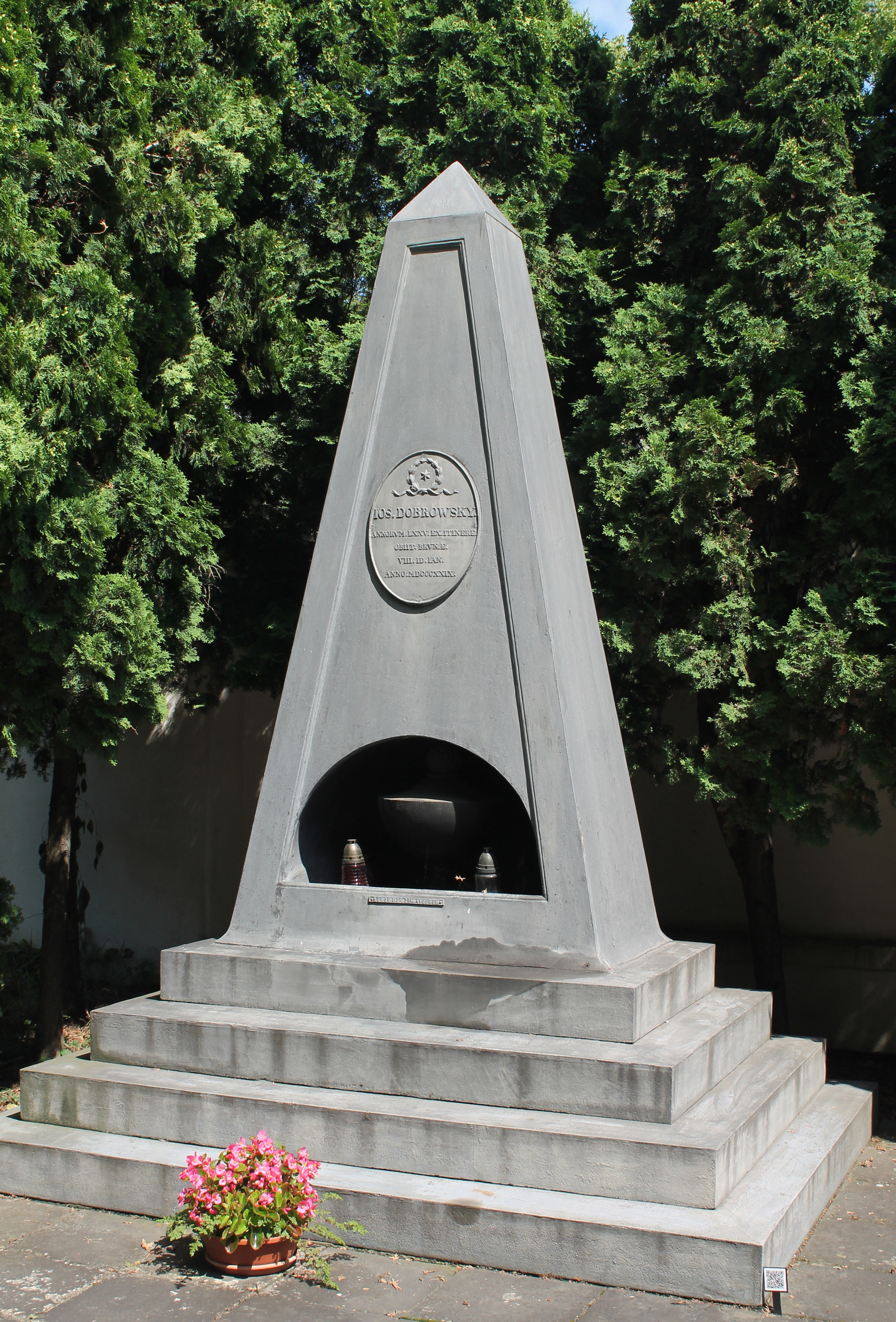
Obelisco da tumba de ferro fundido de Josef Dobrovský

Atualmente o Zentralfriedhof tem uma área de 56 hectares, sendo o maior cemitério da República Tcheca com ca. 80.000 sepulturas. Em 2014 foi estimado que 400.000 pessoas tinham sido sepultadas no cemitério.

## Personalidades

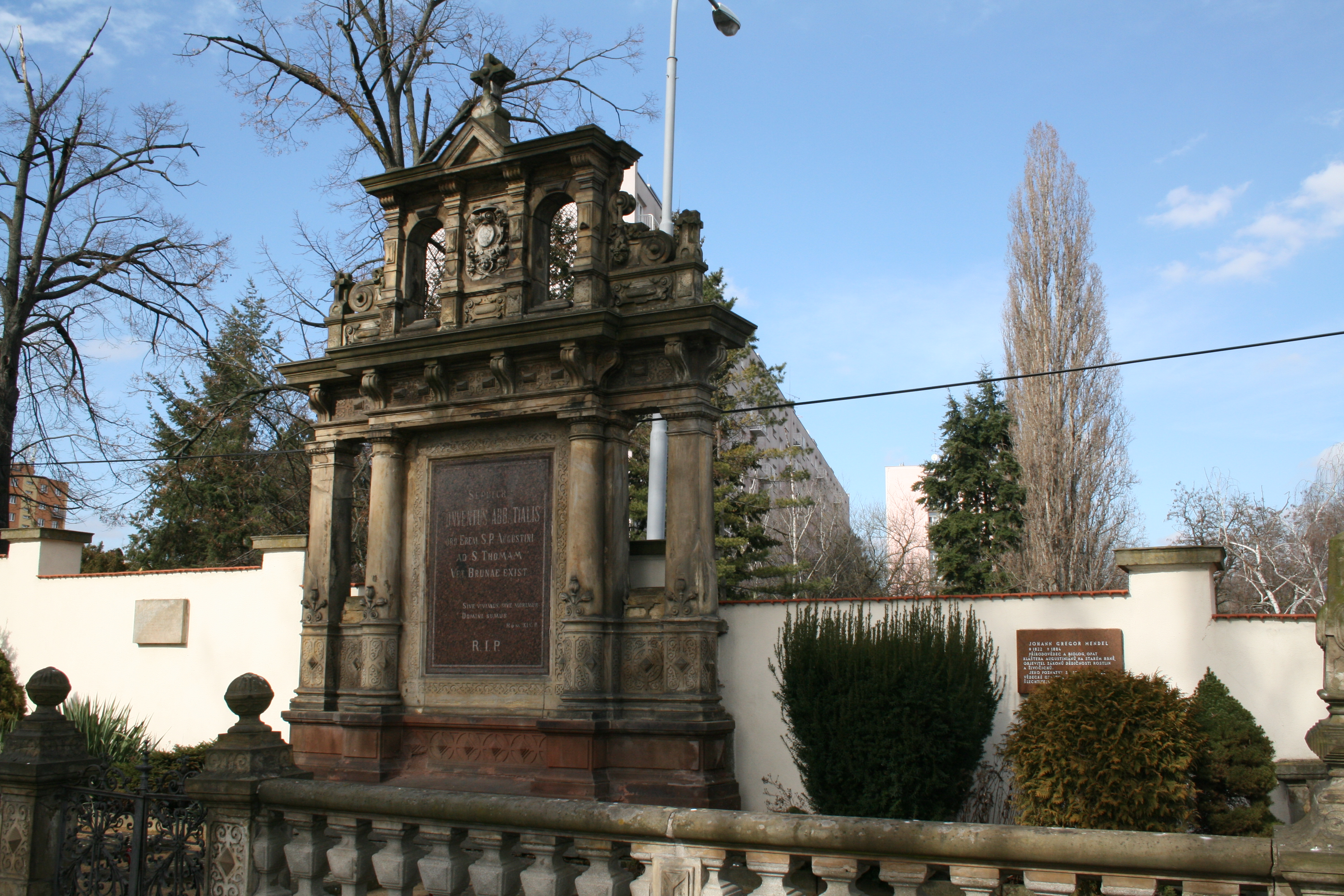
Sepultura de Gregor Mendel

No cemitério estão dentre outras pessoas sepultados:
- Karel Absolon (1877–1960) – espeleólogo e arqueólogo
- Břetislav Bakala (1897–1958) – compositor
- Inocenc Arnošt Bláha (1879–1960) – sociólogo
- Ivan Blatný (1919–1990) – poeta
- Lev Blatný (1894–1930) – dramaturgo
- Otakar Borůvka (1899–1995) – matemático
- Vincenc Brandl (1834–1901) – historiador e arquivista
- Gustav Brom (1921–1995) – dirigente
- Vlastimil Bubník (1931–2015) – jogador de hóquei o gelo, treinador, futebolista
- Osvald Chlubna (1893–1971) – compositor
- Josef Dobrovský (1753–1829) – filólogo
- Rudolf Firkušný (1912–1994) – pianista
- Bohuslav Fuchs (1895–1972) – arquiteto
- Josef Hybeš (1850–1921) – político
- Leoš Janáček (1854–1928) – compositor
- Václav Kaprál (1889–1947) – compositor
- Vítězslava Kaprálová (1915–1940) – compositora
- Kurt Knispel (1921–1945) – comandante de tanque de guerra alemão
- Emil Králík (1880–1946) – arquiteto
- Pavel Křížkovský (1820–1885) – compositor
- Jiří Kroha (1893–1974) – arquiteto
- Milan Kundera (1929–2023) – escritor
- Lubor Lacina (1920–1998) – arquiteto
- Jiří Mahen (1882–1939) – escritor
- Karel Jaroslav Maška (1851–1916) – paleontólogo
- Gregor Mendel (1822–1884) – fundador da genética
- Josef Merhaut (1863–1907) – escritor
- Oldřich Mikulášek (1910–1985) – poeta
- Vlastimil Moravec (1949–1986) – ciclista
- Alois Mrštík (1861–1925) – escritor
- Arne Novák (1880–1939) – teórico da literatura
- Zdeněk Pluhař (1913–1991) – escritor
- Josef Polášek (1899–1946) – arquiteto
- Antonín Procházka (1882–1945) – pintos
- Jan Skácel (1922–1989) – poeta
- Bohumír Štědroň (1905–1982) – musicólogo
- Rudolf Těsnohlídek (1882–1928) – escritor
- František Alexandr Zach (1807–1892) – general sérvio